# Ukontrolleret besøg
|  | Denne artikel er oprettet af botten PalnaBot ud fra en ekstern database. Den kan derfor have sproglige fejl eller mangler. Denne skabelon kan fjernes efter kontrol af indholdet. |

Ukontrolleret besøg er en kortfilm instrueret af Roja Pakari efter manuskript af Roja Pakari.